# ポール・スコフィールド
ポール・スコフィールド（Paul Scofield、本名：David Paul Scofield CH CBE、1922年1月21日 - 2008年3月19日）は、イギリス・サセックス州出身の俳優。

## 略歴
バーミンガム生まれ。イギリスのサセックス州ブライトン近郊で育つ。13歳の時に学校劇ではあるが、演じている。高校時代から演劇に熱中し、オックスフォード大学に進むも中退して俳優業に専念、クロイドン・レパートリーに入り、ウェストミンスター劇場でプロデビューを果たし、1940年から舞台で活躍した。その後は、シェイクスピア役者として活動。1966年の『わが命つきるとも』でアカデミー主演男優賞を受賞したが、スコフィールドは舞台でも同じ役を演じており、1962年にトニー賞を受賞した。さらに1994年の『クイズ・ショウ』でもアカデミー助演男優賞にノミネートされた。

## 主な出演作品
- 王女アナ・メンドーサ That Lady (1955) ※日本未公開
- スパイ戦線 Carve Her Name with Pride (1958)
- 大列車作戦 The Train (1964)
- わが命つきるとも A Man for All Seasons (1966)
- リア王 King Lear (1971)
- スコルピオ Scorpio (1973)
- ヘンリー五世 Henry V (1989)
- ハムレット Hamlet (1990)
- マイセン幻影 Utz (1992)
- クイズ・ショウ Quiz Show (1994)
- クルーシブル The Crucible (1996)

## 受賞歴

### アカデミー賞
受賞
1967年 アカデミー主演男優賞:『わが命つきるとも』
ノミネート
1995年 アカデミー助演男優賞:『クイズ・ショウ』

### 英国アカデミー賞
受賞
1956年 新人賞:『王女アナ・メンドーサ』
1967年 最優秀英国男優賞:『わが命つきるとも』
1997年 助演男優賞:『クルーシブル』
ノミネート
1994年 助演男優賞:『クイズ・ショウ』
1994年 主演男優賞 (テレビ部門):『マーティン・チャズルウィット』

### ゴールデングローブ賞
受賞
1967年 主演男優賞 (ドラマ部門):『わが命つきるとも』
ノミネート
1997年 ゴールデングローブ賞 助演男優賞:『クルーシブル』

### ニューヨーク映画批評家協会賞
受賞
1966年 主演男優賞:『わが命つきるとも』
ノミネート
1995年 助演男優賞:『クイズ・ショウ』

### ナショナル・ボード・オブ・レビュー
受賞
1967年 男優賞:『わが命つきるとも』